# Anthurium parile
Anthurium parile là một loài thực vật có hoa trong họ Ráy (Araceae). Loài này được N.E.Br. ex Engl. miêu tả khoa học đầu tiên năm 1905.